# Jurgis Juozapaitis
Jurgis Juozapaitis (født 29. juni 1942 i Pykuoliai, Litauen) er en litauisk komponist, lærer og lydtekniker. 
Juozapaitis studerede på det statslige musikkonservatorium i Litauen hos Julius Juzeliunas. Han var ansat på Litauens radio som lydtekniker og underviste på Litauens musikakademiet.
Han har skrevet tre symfonier, orkesterværker, balletmusik, operaer, kammermusik, koncerter etc.

## Udvalgte værker
- Symfoni nr. 1 "Rex" (1973) - for orkester
- Symfoni nr. 2 (1977) - for strygeorkester
- Symfoni nr. 3 (1984) - for orkester
- Koncert (19?) - for pauker, orgel og strygeorkester
- Sinfonietta (1984) - for orkester